# Archive.today
archive.today (sau archive.is) este un serviciu de arhivare a paginilor de internet, care a fost pornit în anul 2012. Site-ul deține servere localizate în Nord-Pas-de-Calais, Franța.
archive.is poate capta pagini individuale ca răspuns la solicitările explicite ale utilizatorilor.
Din mai 2012, site-ul arhivează automat legăturile externe existente în paginile Wikipedia.

## Istorie
Site-ul a fost fondat în 2012 cu numele de domeniu archive.today. În mai 2015 a fost schimbat în archive.is. În ianuarie 2019 s-a refuzat domeniul archive.is în favoarea numelui de domeniu archive.today.